# هایپرلوپ

اجزای اصلی یک هایپرلوپ.

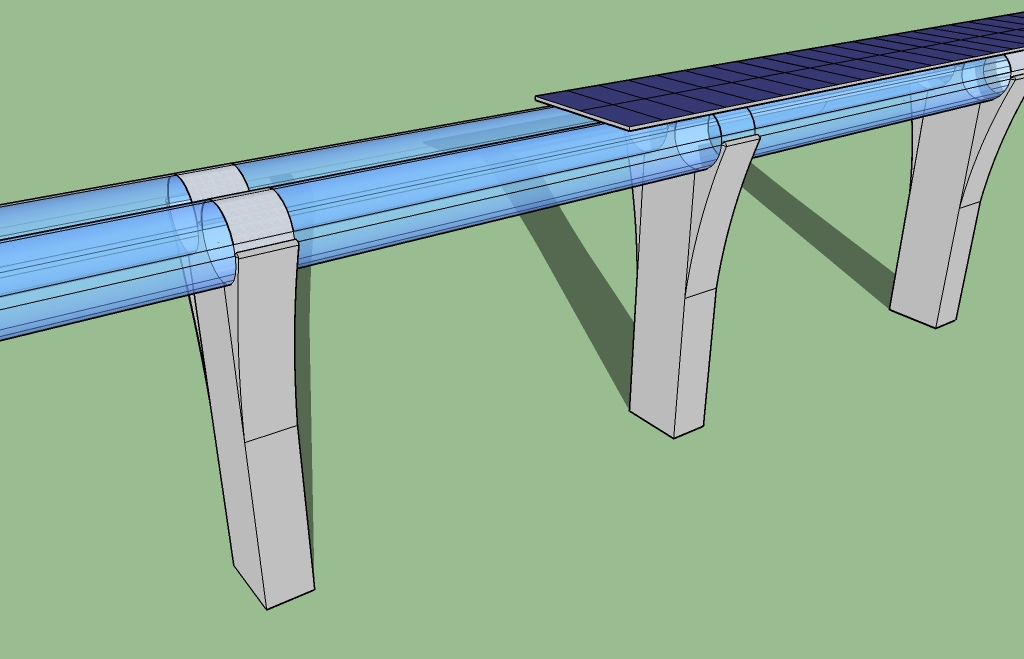
نمونه‌ای از هایپر لوپ

هایپرلوپ (اَبَرچنبر)، گونه جدیدی از ترابری تندرو است که توسط رابرت گودارد در سال ۱۹۰۴ بر پایه قطار مغناطیسی مطرح شد و توسط ایلان ماسک بنیانگذار شرکت‌هایی همچون تسلا موتورز، پی‌پال، و اسپیس‌اکس و نیز گروه ویرجین هایپرلوپ ریچارد برانسون به مراحل اجرایی نزدیک شده‌است.
در هایپرلوپ مطرح شده توسط ایلان ماسک، کپسول‌هایی در داخل لوله‌هایی که در آن شرایط خلأ حکم‌فرما است تا اصطکاکی در کار نباشد قرار می‌گیرند که سرعتی بالغ بر ۱٬۲۲۰ کیلومتر بر ساعت دارد. با این سرعت می‌شود ظرف تنها ۳۵ دقیقه از لس‌آنجلس به سان فرانسیسکو رفت. هایپر لوپ با استفاده از فشار هوایی که از عقب وسیله وارد و از خروجی‌های پائین آن به بیرون رانده می‌شود حرکت می‌کند.
البته تا اجرایی شدن و بهره‌برداری از آن زمان بسیاری مانده‌است، چرا که هزینهٔ بهره‌برداری از آن در حال حاضر ۷۰ میلیارد دلار است که باید کاهش یابد و موانع زیست‌محیطی بسیاری در راه آن قرار دارد. برای مثال آلودگی صوتی آن در حال حاضر به قدری است که نمی‌توان آن را در نزدیکی مناطق مسکونی استفاده کرد.
کار ساخت نخستین مسیر آزمایشی فناوری ترابری هایپرلوپ (HTT) به طول هشت کیلومتر از اواخر سال ۲۰۱۵ آغاز شد. طراحان این فناوری در نظر دارند ۱۰ میلیون نفر از این مسیر آزمایشی اولیه که در درهٔ کوی واقع است، استفاده کنند.
ساخت این مسیر آزمایشی به بیشتر از ۲ سال زمان نیاز دارد.
در کانادا هم قطاری با نام TransPod FluxJet معرفی شده است. این قطار با استفاده از شناوری مغناطیسی مقاومت سطح را حذف می‌کند ولی این سیستم زمانی فعال می‌شود که قطار از شهر خارج شده و آماده رسیدن به حداکثر سرعت باشد.